# Теремковский переулок
Теремковский переулок (укр. Теремківський провулок) — переулок в Соломенском районе города Киева, местность Александровская слободка. Пролегает от Архитекторской до Оборонной улицы.

## История
Переулок возник в 1-й половине XX века под названием 357-я Новая улица, с 1944 года — Теремковская улица , от местности Теремки на южной окраине Киева. Современное название употребляется с 1970-х годов.